# Mortal Coil: Adrenalin Intelligence
Mortal Coil: Adrenalin Intelligence — компьютерная игра в жанре трёхмерного шутера, разработанная компанией Crush Ltd и изданная Vic Tokai Europe в 1995 году. Игра была выпущена для персонального компьютера под управлением операционной системы DOS.

## Игровой процесс
Геймплей игры схож с другими классическими шутерами от первого лица, такими, как Doom. Представлен как сюжетный однопользовательский режим, так и многопользовательский против реальных противников через локальную сеть. Перспектива виртуальной камеры периодически меняется — вид «из глаз», от первого лица, сменяется видом от третьего лица, когда протагониста видно со стороны.
Также в игре присутствуют элементы тактического шутера — игроку необходимо управлять членами своей боевой команды, планировать их движения и маневры или перемещать их в реальном времени; подобная реализация тактических действий перекликается с более поздней игрой — Tom Clancy’s Rainbow Six, которая была разработана 1998 году. Главному герою доступно управление транспортными средствами.